# Praso
Praso település Olaszországban, Trento megyében.  Praso Bersone, Daone, Lardaro, Pieve di Bono és Roncone községekkel határos.
2015 óta Valdaone község frakciója (frazione).

## Népesség
A település népességének változása:==Demographic evolution==